# Metallea producta
Metallea producta är en tvåvingeart som beskrevs av Fang och Fan 1984. Metallea producta ingår i släktet Metallea och familjen Rhiniidae. Inga underarter finns listade i Catalogue of Life.